# Congopyge acanthophor
Congopyge acanthophor är en mångfotingart som beskrevs av Chamberlin 1927. Congopyge acanthophor ingår i släktet Congopyge och familjen Odontopygidae. Inga underarter finns listade i Catalogue of Life.